# Liquidarlo Celuloide
Liquidarlo Celuloide es un grupo de noise rock, rock psicodélico y música experimental peruano fundado el año 2003 en Lima. Su música ha evolucionado desde un collage de sonidos (usando grabaciones caseras) a una forma de improvisación en vivo donde mezcla la psicodélica, el noise rock, el industrial y el drone. Para luego, sin abandonar esto que los caracteriza, agregarle una fuerte dosis dance a las estructuras de su música. 

## Historia
Liquidarlo Celuloide es una
banda de noise rock psicodélico que inicia su carrera a principios de 2003 con la edición de su primer álbum “Fiebre de lo misterioso” (2003). En esta etapa
era el proyecto experimental en solitario de Juan Diego Capurro, líder e ideólogo de la banda. Su sonido, por entonces, estaba más vinculado a un low fi perturbador e hipnótico, concebido como música incidental para películas de horror imaginarias. Siguiendo esta línea, a finales de ese mismo año edita “Pradera Tóxica” (2003), disco que llamó la atención de la prensa especializada
independiente de Lima. Con la intención de llevar el proyecto al contexto de los conciertos, recluta al guitarrista Valentín Yoshimoto (por entonces una de las tres cabezas del grupo Rayobac) y a Christian Marlow en la batería. Son tres conciertos los que se dan con esta formación, y muchos ensayos de los que se rescata el tema, “Alucinación de un leñador sin su mano izquierda”, como cierre del tercer disco llamado, “No más video” (Buh Records, 2005). Durante el 2006 la banda se transforma en dúo, (Juan Diego Capurro - Valentín Yoshimoto) grabando un disco mucho más sosegado que los anteriores, llamado Rutas Insectívoras (2006). Este no verá la luz hasta mucho después porque el sello donde se planeaba sacar, Internerds Records, cerró antes de que terminara de ser mezclado. A fines de ese año la banda se rearma manteniendo a Valentín Yoshimoto como guitarrista y agregando a Alfonso Vargas en la batería, lo que les daría un giro de ciento ochenta grados enfatizando el ángulo rock de su sonido. El 2007 es un año de continuos conciertos que paulatinamente van deconstruyendo en improvisaciones cada vez más extensas hasta hallar su clímax en el festival Sinestesia. Evento en el que se generó uno de los momentos cumbres de la banda. Con una vertiginosa improvisación de más de una hora. EL 2008 se sumó el bajista Teté Leguía con el que cosecharon ese año dos discos: “Espectro piel de reptil” (Kaos ex machina, 2009), que incluiría a los cuatro miembros, y el ep “Funktra” (2008), ejecutado en vivo en La casa Ida, con la formación Capurro, Vargas y Leguía. Valentín Yoshimoto se alejaría de la banda por motivos de salud, una tendinitis le impedía tocar la guitarra. Junto con el lanzamiento del split de Liquidarlo Celuloide y Animal Machine, que incluye el ep “Escila” (2010) El 2010 se rearma la banda conservando a Alfonso Vargas en la batería e incluyendo a Javier Manrique en la guitarra. Producto de esta unión, los años siguientes nacerán tres trabajos: sus más reconocidos discos, editados por la disquera Buh Records: “Sinapsis” (2010) “Cruzyficción Monosódica” (2010) y “Disturbia Ingrávida” (2012) uno de los discos más experimentales y elaborados de su carrera, y finaliza la colaboración con Javier Manrique para iniciar una nueva etapa, resumiendo su formación a cuatro, ( incluyendo a Efrén Castillo Posadas, en la guitarra y Giancarlo Rebagliatti en el bajo.) y dedicándose de una forma más directa a la experiencia en vivo, creado un balance entre las estructuras, las improvisación y el frenesí sonoro que cada vez se hace más intenso. “Vértigo Magnético” es el nombre de su noveno disco, lanzado al mercado 12 de septiembre de 2014. Es su placa más rock hasta la fecha, sin dejar del todo su veta experimental, buscan crear un balance entre esta y la frenética experiencia que proponen sus conciertos. En marzo de 2017 dan una gira mexicana, que incluye su participación en el prestigioso festival NRMAL junto a bandas como Psychic TV, Brian Jonestown Massacre y Tortoise, y en septiembre de ese mismo año lanzan su decimoprimer disco, “Superfricción”, en el que agregan un cincuenta por ciento de temas cantados y potencian el ángulo postpunk del grupo proyectandolo en una nueva dirección. El disco llegó a ser nombrado segundo mejor disco del año por el Diario El Comercio. El punto culminante de esta etapa se da el año siguiente, cuando son el acto de apertura para el concierto de Killing Joke en Lima, donde hacen contacto con la banda y su vocalista, Jaz Coleman, quien quedó impactado por su sonido y se ofreció a producir su próximo disco. El 2019 fue dedicado en su totalidad a la realización de este nuevo álbum, llamado “Anamnesis”, el nombre surgió en una de las conversaciones de la banda con Coleman durante las sesiones de grabación, y hace referencia al estado de la mente capaz de recuperar recuerdos ocultos, incluso en su misma preexistencia. El álbum, compuesto por seis temas de cortes disímiles entre sí, está programado para el primer trimestre de 2020, siendo precedido por el sencillo y video “Lluvia Negra”.

## Miembros actuales
- Juan Diego Capurro - Procesos, teclados, voz
- Alfonso Vargas - Batería
- Efrén Castillo Posadas - Guitarra eléctrica
- Giancarlo Rebagliatti - Bajo eléctrico
- Rodolfo Ontaneda - Guitarra eléctrica

## Otros miembros
- Javier "Chuty" Manrique - Guitarra eléctrica
- Valentín Yoshimoto - Guitarra eléctrica
- Teté Leguía - Bajo eléctrico

## Discografía

### Álbumes
- Fiebre de lo misterioso  - 2003
- Pradera Tóxica - 2003
- No más video Buh Records - 2005
- Rutas Insectívoras - 2006
- Espectro piel de reptil Kaos Ex Machina - 2009
- Cruzyficcion Monosodica Buh Records - 2010
- Sinapsis Buh Records - 2010
- Disturbia Ingrávida  Buh Records - 2012
- Vértigo Magnético  Buh Records - 2014
- Superfricción  Buh Records - 2017
- Anamnesis  Buh Records - 2020

### EP
- Funktra  - (Improvisación en vivo en la Casa Ida) Hobo Cult Records - 2008
- Escila  - (Publicado dentro del split LIQUIDARLO CELULOIDE/ANIMAL MACHINE) Buh Records - 2010

### Compilaciones
- Vamos a ser felices - Buh Records, 2004, Disco publicado junto al primer número de la revista Autobús

- Mixtape! - internerds Recors, 2004

- bonus•tracks:septiembre’05 - internerds Recors, 2005

- Post - Ilusiones, Nuevas Visiones, Arte crítico en Lima - Fundación Wiese, 2006 Liquidarlo Celuloide aparece en uno de los discos compilatorios que se incluyen junto con el libro del mismo nombre.

- Causa Peruana - Microbio Records, 2008 Compilación de música electrónica peruana del sello venezolano Microbio Records

- The Wire Tapper 39 - WIRE Magazine, 2015 El tema Vértigo Magnético es incluido en la compilación anual distribuido junto a la revista musical inglesa WIRE Magazine de ese año.

- Kosmische Musik - The Blog That Celebrates Itself Records, 2016 La versión que Liquidarlo Celuloide hace al tema Lila Angel de la banda NEU! es incluido en la compilación tributo al krautrock del sello Brasileño The Blog That Celebrates Itself Records